# Battaglia di Ramnagar
La battaglia di Ramnagar (a volte indicata come battaglia di Rumnuggur) fu combattuta il 22 novembre  1848 tra le forze della Compagnia britannica delle Indie orientali e quelle dell'impero Sikh, durante la seconda guerra anglo-sikh. I britannici erano guidati da Sir Hugh Gough, mentre i sikh erano guidati dal raja Sher Singh Attariwalla. I sikh respinsero un tentativo di attacco a sorpresa dei britannici.

## Contesto
Dopo la sconfitta dei sikh nella prima guerra anglo-sikh, i commissari e gli agenti politici britannici avevano di fatto governato la regione del Punjab, utilizzando l'esercito Sikh Khalsa per mantenere l'ordine e attuare la politica britannica. I termini del trattato del trattato di Lahore, firmato al termine della guerra, suscitarono però molti malumori, in particolare all'interno del Khalsa, che riteneva di essere stato tradito piuttosto che sconfitto.
La seconda guerra anglo-sikh scoppiò nell'aprile 1848, quando una rivolta popolare nella città di Multan costrinse il suo governatore, il diwan Mulraj Chopra, a ribellarsi. Il governatore generale britannico del Bengala, Lord Dalhousie,  inviò solo un piccolo contingente del Bengal Army al comando del generale Whish per reprimere l'insurrezione, scelta dovuta in parte a ragioni economiche e in parte alla volontà di evitare una grande campagna durante le stagioni del caldo e dei monsoni. Lord Dalhousie dispose inoltre che le truppe di Whish fossero rinforzate da diversi distaccamenti del Khalsa. Il distaccamento più grande, composto da 3300 cavalieri e 900 fanti, era comandato dal sardar Sher Singh Attariwalla. Diversi agenti politici erano allarmati da questa scelta, poiché il padre di Sher Singh, Chattar Singh Attariwalla, governatore dell'Hazara, regione a nord del Punjab, stava apertamente organizzando una ribellione.
Il 14 settembre 1848, Sher Singh si ribellò. Whish fu costretto a togliere l'assedio a Multan e a ritirarsi. Ciononostante Sher Singh e Dewan Mulraj non unirono le loro forze. I due leader ebbero un incontro in una moschea fuori dalla città, durante il quale decisero che Dewan Mulraj avrebbe fornito fondi prelevandoli dal suo tesoro, mentre Sher Singh si sarebbe spostato a nord per unire le sue forze a quelle del padre. La riunione degli eserciti sikh non fu però immediatamente possibile, poiché quello di Chattar Singh era bloccato nell'Hazara da tribù musulmane fedeli ai britannici. Sher Singh si limitò a spostarsi qualche miglio a nord e a fortificare i guadi del fiume Chenab, in attesa di sviluppi. Il suo esercito fu ingrossato da disertori dei reggimenti del Khalsa che non si erano ancora ribellati e da ex soldati in congedo.

## La battaglia

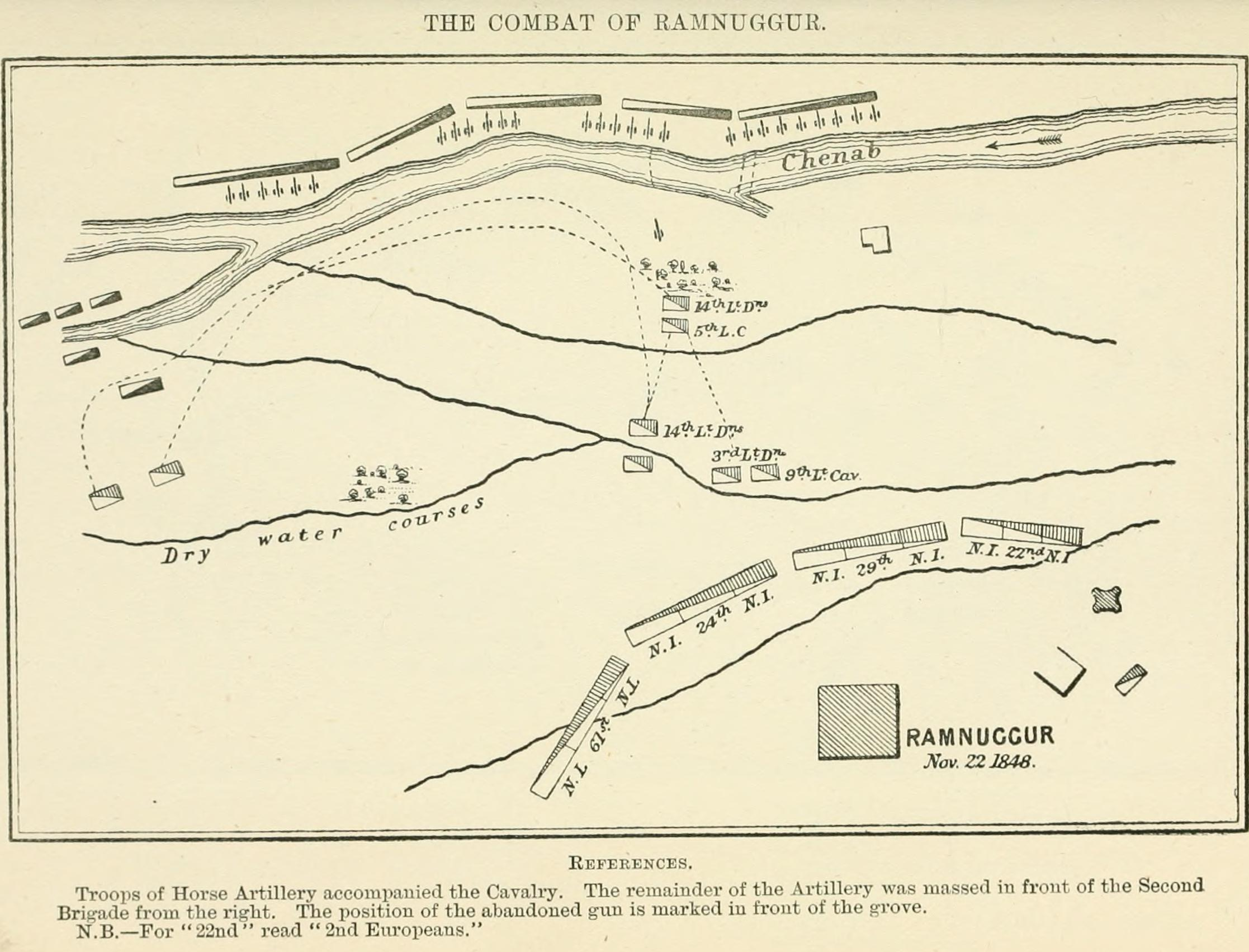
Mappa della battaglia

A novembre, i britannici avevano finalmente riunito alla frontiera del Punjab un grande esercito, guidato dal comandante in capo, il generale sir Hugh Gough. Gough era stato criticato per le sue tattiche basate sull'attacco frontale utilizzate durante la prima guerra anglo-sikh, tattiche che avevano portato a pesanti perdite britanniche.
Nelle prime ore del mattino del 22 novembre 1848, Gough ordinò a una forza di cavalleria e artiglieria a cavallo, con una sola brigata di fanteria, di spostarsi verso i guadi del Chenab vicino a Ramnagar (nell'attuale Pakistan), apparentemente con l'intenzione di catturare di sorpresa la posizione nemica. I sikh occupavano forti posizioni su entrambe le sponde e su un'isola del fiume. Quest'ultimo era solo uno stretto corso d'acqua, ma l'ampio letto che occupava durante la stagione dei monsoni era costituito da sabbia soffice e insidiosa, in cui cavalleria e artiglieria potevano impantanarsi.
All'alba le forze britanniche si radunarono di fronte ai guadi. Il 3º Reggimento dragoni leggeri e l'8º Reggimento cavalleria leggera del Bengala respinsero alcuni sikh dalle posizioni sulla riva orientale. A questo punto le batterie sikh, fino ad allora nascoste, aprirono il fuoco contro la cavalleria britannica, che ebbe difficoltà a districarsi dal terreno soffice. L'artiglieria a cavallo di Gough fu costretta a ritirarsi, abbandonando un cannone da 6 libbre che si era impantanato. Il comandante della brigata, sir Colin Campbell, richiamò le truppe per recuperare il cannone, ma fu scavalcato da Gough.
Sher Singh inviò 3000 cavalieri attraverso i guadi per approfittare delle difficoltà di movimento dei britannici. Gough ordinò al corpo principale della sua cavalleria (il 14º Reggimento dragoni leggeri e il 5º cavalleria leggera del Bengala) di attaccarli. La cavalleria britannica respinse quella sikh ma, mentre la inseguiva lungo la riva del fiume, fu colpita dal fuoco dell'artiglieria pesante nemica. La cavalleria sikh ne approfittò per attaccare il 5º Reggimento cavalleria leggera, al quale inflisse gravi perdite.
L'ufficiale comandante del 14º Reggimento dragoni leggeri, il colonnello William Havelock, guidò un'altra carica, apparentemente senza aver ricevuto ordini. Lui e la sua avanguardia furono circondati e tagliati fuori. Dopo una terza carica fallita, il brigadiere Charles Robert Cureton, comandante della divisione di cavalleria a cui appartenevano le truppe, si avvicinò al galoppo e ordinò la ritirata. Egli stesso fu ucciso dal fuoco dei moschetti.

## Esito

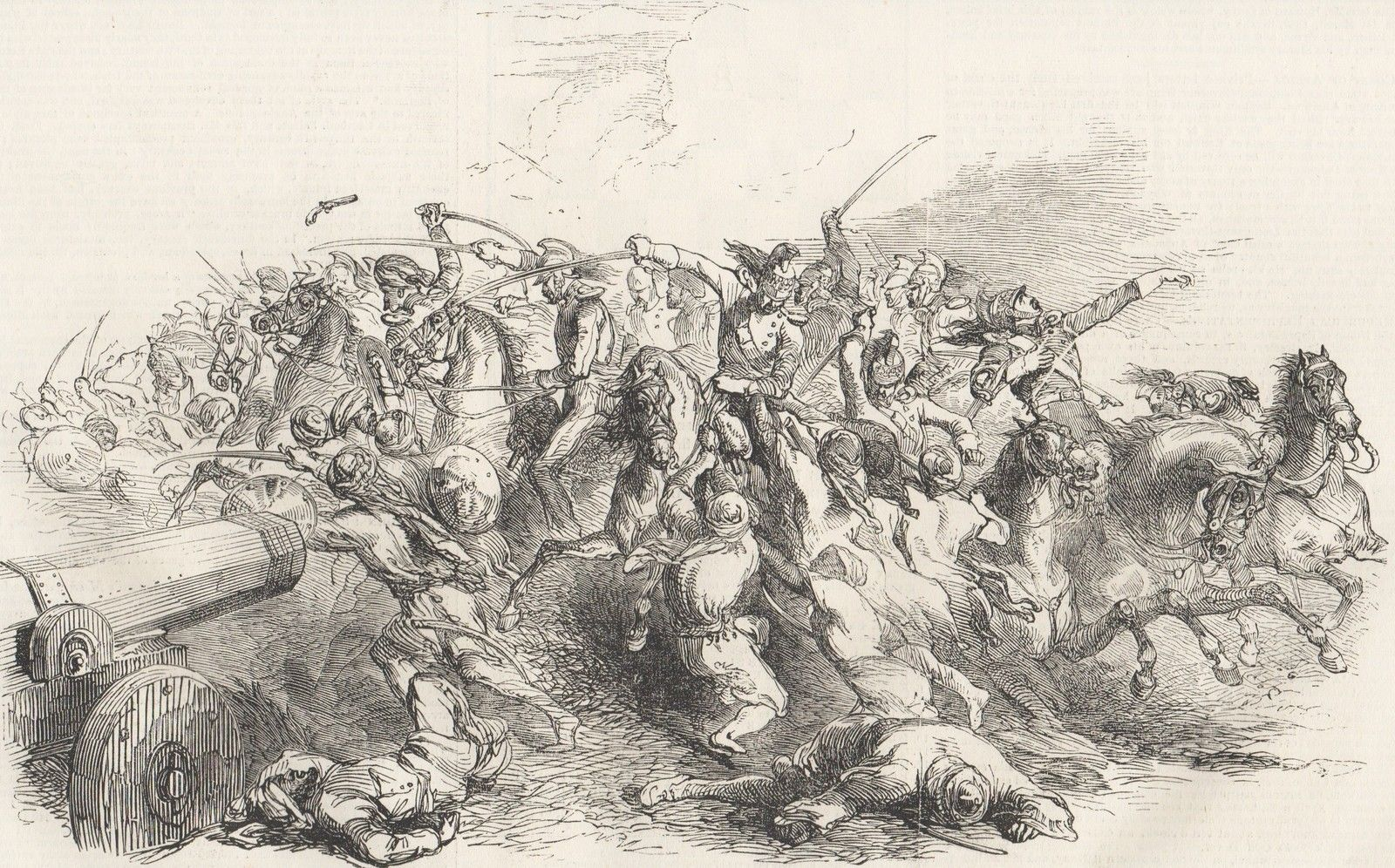
Morte del brigadier generale Cureton a Ramnagar. The Illustrated London News, 1848

Le perdite ufficiali britanniche, compreso il generale di brigata Cureton, furono di 26 morti o dispersi e 59 feriti, ma questo dato potrebbe riferirsi solo al 14º Reggimento dragoni leggeri. Le vittime sikh non sono state registrate.
Sher Singh aveva sfruttato abilmente ogni vantaggio offerto dal terreno. Anche se le forze sikh erano state scacciate dalle loro posizioni sulla riva orientale del Chenab, le loro posizioni principali erano rimaste intatte e avevano respinto l'attacco britannico. Il morale dell'esercito di Sher Singh usciva rafforzato dalla vittoria.
Da parte britannica furono evidenti diverse errori. In particolare c'erano state poche ricognizioni o altri tentativi di ottenere informazioni sullo schieramento dei sikh e Gough e Havelock avevano ordinato cariche insensate o avventate.